# Tấn Cảnh công
Tấn Cảnh công (chữ Hán: 晋景公, cai trị: 599 TCN – 581 TCN), tên thật là Cơ Cứ (姬据), là vị vua thứ 28 của nước Tấn - chư hầu nhà Chu trong lịch sử Trung Quốc.
Tấn Cảnh công là con của Tấn Thành công – vua thứ 27 nước Tấn. Năm 600 TCN, Thành công mất, Cơ Cứ lên nối ngôi, tức là Tấn Cảnh công.

## Tranh bá với nước Sở
Năm 597 TCN, Sở Trang vương mang quân vây nước Trịnh. Trịnh Tương công cầu cứu nước Tấn. Tấn Cảnh công sai các đại phu Tuân Lâm Phủ, Sĩ Hội, Khước Khắc, Loan Thư, Tiên Hộc, Hàn Quyết mang quân cứu Trịnh.
Quân Tấn đi chậm, khi đến nơi thì Trịnh Tương công đã phải ra hàng và ăn thề với Sở Trang vương. Tuân Lâm Phủ định quay về, Tiên Hộc đề nghị tiến quân giao chiến. Tuân Lâm Phủ lệnh cho toàn quân qua sông Hoàng Hà.
Trịnh Tương công đã hàng Sở nên phải mang quân phối hợp với Sở cùng đánh Tấn. Hai bên đánh nhau to, quân Tấn bị đánh bại. Khi chạy về đến sông Hoàng Hà, các binh sĩ tranh nhau qua sông, nhiều người bị giết. Tướng Trí Anh bị bắt.
Về đến Giáng đô, Tuân Lâm Phủ xin chịu tội chết vì thua trận. Tấn Cảnh công định chấp nhận thì Sĩ Hội can nên để Tuân Lâm Phủ sống để báo thù nước Sở. Tấn Cảnh công nghe theo.
Năm 596 TCN, con Tiên Chẩn là Tiên Hộc vì đề nghị tiến quân nên bị thua lớn, sợ bị tội chết bèn bỏ trốn sang nước Địch. Tiên Hộc bàn mưu với nước Địch đánh Tấn. Tấn Cảnh công bèn giết cả nhà Tiên Hộc.
Năm 595 TCN, Tấn Cảnh công đánh Trịnh để báo thù việc theo Sở nhưng không thắng. Năm 594 TCN, Sở Trang vương lại mang quân đánh nước Tống. Tống Văn công cầu cứu Tấn. Tấn Cảnh công định cứu Tống nhưng Bá Tôn can rằng Sở hùng mạnh không thể thắng được. Vì vậy, Tấn Cảnh công sai Giải Dương đi sứ nước Tống, nói dối là viện binh nước Tấn sẽ đến.
Giải Dương đến nước Tống, bị quân Trịnh bắt được, nộp cho Sở Trang vương. Vua Sở bắt Giải Dương phải đến trước thành nước Tống nói rằng viện binh Tấn không đến để Tống Văn công đầu hàng. Giải Dương nhận lời, nhưng khi đến trước thành lại khuyên nước Tống cố thủ chờ viện binh Tấn. Sở Trang vương nổi giận định giết Giải Dương, nhưng vì cấp dưới can Giải Dương là tấm gương trung thành, nên vua Sở thả Giải Dương về.

## Chiến tranh với Tề
Năm 593 TCN, Tấn Cảnh công sai Sĩ Hội mang quân diệt nước Xích Địch.
Năm 592 TCN, Tấn Cảnh công cử Khước Khắc làm chánh sứ và Loan Kinh làm phó sứ sang Tề. Cùng lúc có sứ nước Lỗ và nước Vệ sang. Để làm mẹ vui, nhân thấy Khước Khắc bị gù, sứ nước Lỗ bị thọt chân, sứ nước Vệ bị chột, Tề Khoảnh công bèn chọn ra người bị gù tiếp đón Khước Khắc, người bị thọt tiếp đón sứ nước Lỗ và người bị chột tiếp sứ nước Vệ. Cảnh đó làm cho các phụ nữ trong hậu cung đứng trong màn để nhìn và cười nhạo.
Khước Khắc nổi giận bèn bỏ về trước, để Loan Kinh ở lại. Khước Khắc xin Tấn Cảnh công phát binh đánh Tề để trả thù sự cười nhạo. Vua Tấn không nghe. Khước Khắc xin vua Tấn cho mình mang quân đội riêng đi đánh để báo thù riêng cũng không được chấp thuận.
Năm 591 TCN, nghe tin Sở Trang vương chết, Tấn Cảnh công bèn chấp thuận cho Khước Khắc đánh Tề. Quân Tấn hợp binh với nước Vệ sang đánh. Liên quân 2 nước đánh tới đất Dương Cốc. Thế yếu, Tề Khoảnh công phải gửi công tử Khương Cường làm con tin cho nước Tấn, quân Tấn và quân Vệ mới rút lui.
Năm 589 TCN, Tề Khoảnh công mang quân đánh nước Lỗ vì Lỗ ngả theo Tấn. Sau khi đánh bại quân Lỗ, Khoảnh công lại sang đánh Vệ - một đồng minh khác của Tấn. Vệ Mục công điều Tôn Lương Phu và Thạch Tắc mang quân ra chống, nhưng cũng bị quân Tề đánh bại. Vợ vua nước Vệ và vợ vua nước Lỗ đều sang nước Tấn, thông qua Khước Khắc báo tình hình lên vua Tấn, xin Tấn ra quân đánh Tề.
Tấn Cảnh công bèn sai Khước Khắc mang 800 cỗ xe, cùng Sĩ Nhiếp, Hàn Quyết và Loan Thư ra trận để cứu Lỗ và Vệ. Tháng 6 năm 589 TCN, quân Tề gặp liên quân 4 nước Tấn, Lỗ, Vệ và Tào ở núi Mị Châm. Hai bên giao tranh ác liệt, quân Tề bắn Khước Khắc bị thương, nhưng Khước Khắc cố nén đau tự mình thúc trống. Quân Tấn hăng hái đánh bại quân Tề.
Tề Khoảnh công thua chạy, nhờ có người đánh xe là Phùng Sửu Phụ hiến kế đổi chỗ, tự mình vào xe giả làm vua Tề. Nhờ đó Tề Khoảnh công trốn thoát. Khước Khắc thúc quân đuổi đánh vua Tề, tiến đến Mã Lăng. Tề Khoảnh công sai Tân Mỵ Nhân đi sứ, dâng đồ châu báu để xin quân Tấn rút lui. Khước Khắc không nghe, đòi vua Tề làm đường từ đông sang tây cho quân Tấn dễ dàng sang đánh và nộp mẹ (Tiêu Đồng Thúc Tử) là người đã cười nhạo mình khi đi sứ trước kia mới chấp nhận lui quân. Tân Mỵ Nhân phân tích việc bắt làm đường và nộp mẹ làm con tin là bạo ngược, chèn ép nước Tề quá đáng. Khước Khắc chấp thuận cho nước Tề giảng hòa.
Năm 588 TCN, Tề Khoảnh công sang chầu nước Tấn nhân lúc Tấn Cảnh công bắt đầu đặt ra Lục Khanh cho 6 họ đại phu lớn. Ông lập ra 6 đạo quân, mỗi đạo có 12.500 người. Vua Tề muốn tôn Tấn Cảnh công làm vương nhưng ông không dám nhận.

## Giao thiệp với chư hầu chống Sở
Năm 587 TCN, Lỗ Thành công đến nước Tấn, Tấn Cảnh công tỏ ra không coi trọng. Vua Lỗ bất bình bỏ đi, phản lại nước Tấn. Tấn Cảnh công mang quân đánh Trịnh báo thù việc theo Sở, chiếm ấp Dĩ.
Cùng năm, quân Sở lại sang đánh Trịnh. Nước Tấn lại cầm đầu chư hầu đi cứu. Nước Trịnh bắt được tướng Sở là Chung Nghi mang nộp cho Loan Thư nước Tấn. Sau đó nước Trịnh và các chư hầu lại cùng thề ở Mã Lăng.
Sang năm sau (583 TCN), Sở Cung vương lại dùng nhiều của cải biếu nước Trịnh để lôi kéo. Trịnh lại theo Sở, cùng Sở hội họp. Năm đó Trịnh Thành công sang triều kiến nước Tấn để giữ quan hệ cả với nước Tấn. Tấn Cảnh công bèn bắt giữ Trịnh Thành công. Nước Trịnh sai đại phu Bá Quyên đến xin giảng hòa, Tấn Cảnh công giết Bá Quyên, lại cử Loan Thư đi đánh Trịnh. Đầu năm 582 TCN, quân Tấn tiến đến nước Trịnh.
Nước Trịnh không đầu hàng, theo kế của Công Tôn Thân, mang quân vây nước Hứa là một chư hầu của Tấn. Đến tháng 5, nước Tấn tập hợp thêm các chư hầu Tề, Tống, Tào đi đánh Trịnh. Vì Tấn Cảnh công lúc đó đã ốm nặng, chiến dịch còn tiếp diễn sang thời con ông là Tấn Lệ công. Cho đến trước khi ông qua đời thì nước Trịnh đã chịu quy phục gửi con tin để nước Tấn thả Trịnh Thành công.

## Xung đột các dòng họ
Thời Tấn Cảnh công xảy ra tranh chấp quyền lực giữa các đại phu. Năm 587 TCN, Khước Khắc qua đời, Tấn Cảnh công phong cho Loan Thư làm Trung quân nguyên soái, tức Chính khanh. Loan Thư có tư thù với Triệu Đồng và Triệu Quát, muốn trừ bỏ thế lực của họ Triệu. Cùng năm đó, em Triệu Thuẫn là Triệu Anh Tề tư thông với Trang cơ (Chị Tấn Cảnh công và là vợ Triệu Sóc con Triệu Thuẫn). Triệu Quát bèn đuổi Triệu Anh Tề ra nước ngoài. Trang cơ tức giận hay gièm pha với Tấn Cảnh công rằng Triệu Quát có ý mưu phản.
Năm 585 TCN, Tấn Cảnh công thiên đô tới Tân Điền, đổi gọi là Tân Giáng, còn nơi cũ gọi là Cố Giáng. Việc dời đô của Tấn Cảnh công là nhằm hạn chế và tiêu trừ bớt thế lực của các họ đại phu. Năm 583 TCN, Trang Cơ lại cùng Loan Thư vu cáo hai đại phu họ Triệu. Tấn Cảnh công sai quân đánh họ Triệu, giết Triệu Đồng và Triệu Quát, thu đất họ Triệu về. Sự kiện này được sử sách gọi là Hạ cung chi nan. Sau Tấn Cảnh công nghe theo lời Hàn Quyết, phong cho con Triệu Sóc là Triệu Vũ lên nắm quyền họ Triệu và trả lại đất.

## Thiết lập quan hệ với Ngô
Năm 590 TCN, đại phu nước Sở là Vu Thần mang mỹ nhân Hạ Cơ (người nước Trần, vua Sở định lấy) trốn khỏi nước Sở sang nước Tấn xin quy phục. Tấn Cảnh công thu nhận, cho làm đại phu ấp Hình.
Năm 586 TCN, Tấn Cảnh công hội chư hầu các nước Tề, Lỗ, Tống, Trịnh, Tào, Chu, Kỉ ở đất Trùng Lao. Năm sau, Tấn Cảnh công muốn giữ quan hệ với nước Tề, bắt nước Lỗ đem ruộng Quy Hoàn dâng cho nước Tề. Các nước chư hầu bất mãn vì việc này.
Cùng năm đó, Tấn Cảnh công lại hội chư hầu ở đất Bồ, triệu nước Ngô. Ngô vương Thọ Mộng đến hội cùng nước Tấn.
Năm 584 TCN, vì gia quyến ở nước Sở bị giết, Vu Thần xin Tấn Cảnh công đi sứ nước Ngô, để lại một người con làm tướng giúp nước Ngô hùng mạnh để cùng Tấn chống Sở. Tấn Cảnh công đồng tình với kế của Vu Thần.

## Truyền ngôi
Mùa hè năm 581 TCN, Tấn Cảnh công ốm nặng trong lúc đang đánh nước Trịnh. Khi chưa qua đời, ông đã quyết định lập thế tử Thọ Mạn lên nối ngôi, tức là Tấn Lệ công.
Hơn 1 tháng sau, Tấn Cảnh công qua đời. Ông ở ngôi được 19 năm.

## Trong Đông Chu liệt quốc
Trong tiểu thuyết Đông Chu liệt quốc của Phùng Mộng Long, Tấn Cảnh công xuất hiện từ hồi 53 đến hồi 58. Ông không đóng vai trò chính trong các cuộc chiến với Sở và Tề, chủ yếu chiến tranh giao cho các tướng sĩ.
Vụ diệt tộc họ Triệu được mô tả ở cuối thời Cảnh công (chính sử ghi ngay năm thứ 2 từ khi ông lên ngôi), còn con côi nhà họ Triệu báo thù sang tận thời Tấn Điệu công mới diễn ra. Những người họ Triệu chết oan hiện lên báo oán khiến Cảnh công mang bệnh nặng, đến học trò của Biển Thước là Cao Hoãn ở nước Tần sang cũng không chữa được. Trước khi chết, Cảnh công còn giết oan một người thầy bói vì dám đoán mình sẽ không kịp ăn lúa mạch vụ mới - việc đó sau này ứng nghiệm.
Việc truyền ngôi của Tấn Cảnh công cũng kể khác với chính sử, theo đó Tấn Lệ công lên ngôi sau khi ông qua đời mà chưa kế ngôi khi ông ốm nặng.

## Nhận định
Tả truyện không bằng lòng với nhiều việc làm của Tấn Cảnh công như bất kính với Lỗ Thành công khi vua Lỗ đến bái kiến, bắt nước Lỗ đem đất dâng cho Tề để giữ quan hệ với Tề, hay dùng vũ lực uy hiếp nước Trịnh và bắt giữ ép nước Trịnh theo mình.